# ۴۰۳ (قمری)
۴۰۳ (قمری)، چهارصد و سومین سال در گاهشماری هجری قمری است. اول محرم این سال برابر با بیست و نهم ژوئیه سال ۱۰۱۲ میلادی است.

## وابسته
- ابوعبیدالله عبدالواحد بن محمد جوزجانی
- سید رضی
- منوچهر پسر قابوس
- مزیدیان